# Trentain grégorien

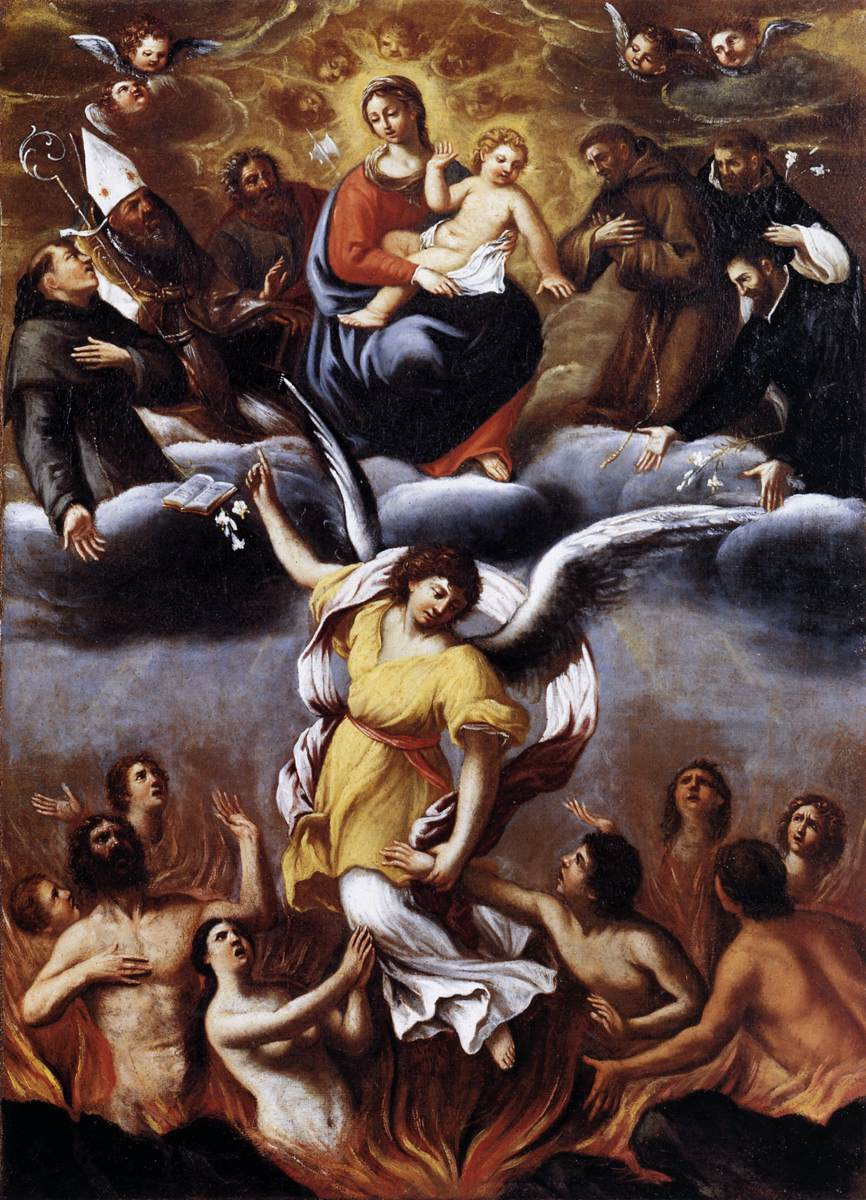
Illustration du Carracci-Purgatory

Un trentain ou trentain grégorien (dit encore Messe grégorienne) est une série de trente messes qu’un prêtre catholique s’engage à célébrer trente jours de suite, sans qu’il y ait interruption, en vue d’obtenir le salut d’une âme du purgatoire. Pratique très ancienne, datant du pape Grégoire le Grand lorsque celui-ci était abbé de Saint-André (fin du VIe siècle), si elle est moins pratiquée qu'auparavant, elle n'a pas pour autant disparu.
Les trente messes doivent être célébrées durant trente jours consécutifs, sans discontinuité, pour une seule personne défunte. Cependant il n’est pas requis qu’elles soient célébrées par le même prêtre, si celui-ci est légitimement empêché. Un trentain ne peut être célébré que pour le repos de l'âme d'un mort.

## Histoire
La tradition populaire fait remonter l’origine de cette pratique à un incident qui aurait eu lieu lorsque le pape Grégoire était encore abbé du monastère Saint-André, fondé dans sa propriété romaine, sur le mont Cælius. 
Après la mort du moine Justus (du monastère Saint-André) on découvrit dans sa cellule trois pièces d’or. Une attitude contraire à la pauvreté. Le scandale était grand, d’autant plus que le moine avait bonne réputation comme religieux et comme médecin. La discipline monastique était dure et fort exigeante à cette époque. Aussi le père abbé décida-t-il de jeter le cadavre du moine, avec les pièces d’or, dans la fosse publique. D’après la tradition chaque moine prononça sur le corps une malédiction : « que ton argent aille avec toi à la perdition » (Actes, VIII, 20).
Cependant le père abbé, le futur pape Grégoire le Grand, prit une mesure de miséricorde également. Il fit célébrer la messe pendant trente jours pour la rédemption du malheureux moine Justus. Au terme du trentain, le moine Justus apparut à l'un de ses frères et lui annonça qu'il était délivré et se trouvait maintenant dans la gloire du ciel grâce à ces messes.
Le futur pape reçut cela comme une assurance divine que tous ceux pour qui serait célébrée une messe quotidienne durant trente jours consécutifs recevraient la même grâce de délivrance.   
Le pape Benoît XIV, en 1752, puis la Congrégation pour les indulgences, en 1889, firent l'éloge de cette coutume et l’approuvèrent comme étant « pieuse, approuvée et raisonnable », une manière positive de confier, dans l’Eucharistie, une personne défunte qui nous est chère à la miséricorde divine.